# (6348) 1995 CH1
(6348) 1995 CH1 (1995 CH1, 1978 UH3, 1991 CD5, 1993 QA2) — астероїд головного поясу, відкритий 3 лютого 1995 року.
Тіссеранів параметр щодо Юпітера — 3,478.